# Catasetum tricolor
Catasetum tricolor är en orkidéart som beskrevs av Heinrich Gustav Reichenbach. Catasetum tricolor ingår i släktet Catasetum och familjen orkidéer.
Artens utbredningsområde är Guatemala. Inga underarter finns listade i Catalogue of Life.